# Дъщеря
Дъщеря (щерка, черка, керка) е дете от женски пол (вж. жена). Еквивалентът от мъжки пол е син. В някои патриархални общности дъщерите (и майките) имат по-нисък социален статут от синовете.
Дъщерно растение е потомството на част от растение, получено от резник, отводка или друг безполов метод.
Терминът може да се отнася към подчинените във връзките, например: дъщеря на кораба, дъщеря на полка и др.